# Ingrid Meuris
Ingrid Meuris (Beveren-Waas, 13 februari 1964 - Leuven, 2 december 2003) was een Belgische componiste. Ze schreef niet alleen werken onder haar eigen naam, maar gebruikte ook de pseudoniemen Casimir von Chavary en Reeny Sebastian. 

## Biografie
In 1978 startte Ingrid Meuris haar muzikale studies aan de Muziekacademie in Tienen. Vanaf 1980 volgde ze piano, notenleer en harmonie aan het Stedelijk Conservatorium te Leuven. In 1982 zette ze haar studies voort aan het Koninklijk Conservatorium Brussel. Hier verwierf ze de Eerste Prijs notenleer bij Etienne De Lombaert.  
Vanaf 1990 was ze als leerkracht algemene muzikale cultuur (AMC) en muziekgeschiedenis verbonden aan verschillende muziekacademies. Zo gaf ze les aan de academie van Dilbeek, de academie van Neerpelt en het Stedelijk Conservatorium te Leuven.  

## Werken
Ingrid Meuris componeerde in totaal 41 werken. Vele hiervan zijn liederen, maar ze schreef ook kamer-, koor- en orkestmuziek. Onder het pseudoniem Casimir von Chavary verscheen "Valse en sol mineur" (1979), "Rondo I" (1980) en "Allegorie I" (1980). Onder het pseudoniem Reeny Sebastian schreef ze "Le nom de la douleur" (1986). Vanaf 1990 bracht ze enkel werken uit onder haar eigen naam, onder meer: "Llama de amor viva" (1990), ''Crvena Kisa'' op. 4 (1994), ''Cantus ad Astra'' op. 7 (1997) en "Charade'' (2002). Kort voor haar dood schreef ze haar laatste werk "Temptation Tango" (2003) voor altsaxofoon en piano. 
- MusicBrainz: 269c34ef-e5ec-4c42-a847-22ff76d5c690